# NBA Europe Live Tour 2009
O NBA Europe Live Tour 2009 foi a quarta edição do NBA Europe Live Tour.

## Partidas
| 3 de Outubro de 2009 | Boxscore | Partizan Belgrade | 70–102 | Denver Nuggets |  | Pepsi Center, Denver |  |

| 6 de Outubro de 2009 | Boxscore | Partizan Belgrade | 80–111 | Phoenix Suns |  | US Airways Center, Phoenix |  |

| 6 de Outubro de 2009 | Boxscore | Utah Jazz | 101–102 | Chicago Bulls |  | The O2 Arena, London |  |

| 8 de Outubro de 2009 | Boxscore | Utah Jazz | 109–87 | Real Madrid |  | Palacio de Deportes, Madrid |  |

| 8 de Outubro de 2009 | Boxscore | Denver Nuggets | 104–126 | Indiana Pacers |  | Taipei Arena, Taipei |  |

| 9 de Outubro de 2009 | Boxscore | Olympiacos | 89–107 | San Antonio Spurs |  | AT&T Center, San Antonio |  |

| 11 de Outubro de 2009 | Boxscore | Indiana Pacers | 128–121 | Denver Nuggets |  | Wukesong Indoor Stadium, Beijing |  |

| 12 de Outubro de 2009 | Boxscore | Olympiacos | 94–111 | Cleveland Cavaliers |  | Quicken Loans Arena, Cleveland |  |

| 18 de Outubro de 2009 | Boxscore | Maccabi Tel Aviv | 91–106 | New York Knicks |  | Madison Square Garden, New York |  |

| 18 de Outubro de 2009 | Boxscore | Philadelphia 76ers | 116–94 | Phoenix Suns |  | Monterrey Arena, Monterrey |  |

| 20 de Outubro de 2009 | Boxscore | Maccabi Tel Aviv | 96–108 | L.A. Clippers |  | Staples Center, Los Angeles |  |